# (18236) Bernardburke
(18236) Bernardburke (1059 T-2) – planetoida z grupy pasa głównego asteroid okrążająca Słońce w ciągu 3,74 lat w średniej odległości 2,41 j.a. Odkryta 29 września 1973 roku.